# Park Górczewska
Park Górczewska – park w dzielnicy Bemowo w Warszawie. 
Nazwa parku pochodzi od Osiedla „Górczewska”, na terenie którego jest położony, a którego nazwa z kolei została zapożyczona od biegnącej obok ulicy Górczewskiej, jednej z głównych ulic zachodniej części Warszawy.

## Powstanie parku
Park Górczewska założony został na miejscu dawnych pól uprawnych i mokradeł, stopniowo zasypywanych ziemią, wydobywaną przy budowie okolicznych osiedli. Mokradła te stanowiły miejsce rozrodu kilku gatunków płazów: ropuchy zielonej, grzebiuszki ziemnej i traszki zwyczajnej. Zasypane wywrotkami ziemi i porośnięte roślinnością ruderalną pola na miejscu obecnego parku, którym towarzyszyły rozlewiska, nosiły zwyczajową nazwę "Prerii".

## Opis
Park położony w części Bemowa, noszącej nazwę Jelonki. Rozciąga się między ul. Lazurową, do niedawna stanowiącą granicę zabudowy miejskiej Warszawy, a zabudowaniami parafii Bogurodzicy Maryi. Sąsiadujące z nim tereny sportowe sięgają w pobliże ul. Powstańców Śląskich.
Na jego terenie znajdują się trzy pagórki, usypane z ziemi wybranej przy budowie pobliskich bloków, oraz boiska z naturalną nawierzchnią, głównie do gry w piłkę nożną. Park ma przeważnie charakter trawiastej przestrzeni, luźno porośniętej drzewami pochodzącymi z dawnych sadów, samosiewów i nasadzeń. Większość drzew pochodzących z samosiewów stanowią topole.
Park znajduje się na trasie przelotów gęsi gęgawy. Spotkać tu można też chronione motyle - pazia królowej i mieniaka tęczowca. Żyje tu także szczątkowa miejscowa populacja ropuchy zielonej.
Park zachował się mimo mającej miejsce w ostatnich latach intensywnej zabudowy terenów zielonych Bemowa blokami mieszkalnymi, głównie dzięki temu, że stanowi klin nawietrzający Warszawę od strony Puszczy Kampinoskiej i przecina go linia elektryczna. Obecnie jego funkcja rekreacyjna jest jednak zagrożona przez popierany przez władze dzielnicy projekt, przewidujący na terenie Parku kolejne inwestycje budowlane, zmniejszające obszar biologicznie czynny parku i drastycznie ingerujący w jego krajobraz. 
W 2008 w parku wzniesiono amfiteatr, któremu w 2009 nadano imię Michaela Jacksona. Nazwa upamiętniała pierwszy i jedyny koncert artysty w Polsce, który odbył się w 1996 na lotnisku na Bemowie. Ze względu na kontrowersje, które pojawiły się wokół osoby Michaela Jacksona, w 2019 nazwę obiektu zmieniono na amfiteatr „Górczewska”.